# Charles Belben
Charles Alfred Auguste Belben (* 4. September 1888 in Cognac; † 4. Oktober 1961 in Libourne) war ein französischer Autorennfahrer.

## Karriere als Rennfahrer
Charles Belben zählte zu den Rennfahrern, die 1923 beim ersten 24-Stunden-Rennen von Le Mans der Motorsportgeschichte am Start waren. Gemeinsam mit Paul Torchy steuerte er einen Delage Type DE 11 CV an die 13. Stelle der Gesamtwertung.

## Statistik

### Le-Mans-Ergebnisse
| Jahr | Team                  | Fahrzeug       | Teamkollege | Platzierung | Ausfallgrund |
| ---- | --------------------- | -------------- | ----------- | ----------- | ------------ |
| 1923 | Automobiles Delage SA | Delage DE 11HP | Paul Torchy | Rang 9      |              |